# 達娃·德姆
達紹達娃·德姆（1944年5月16日—2018年2月15日）是不丹官僚，1965年至1985年間曾在皇家秘書處、廷布宗政府、外交部、皇家顧問委員會等機關擔任重要職務。1981年，她協助建立不丹全國婦女協會，1985年當選為該會書記，任職至2009年退休。她於2018年去世。

## 早年
1944年5月16日，達娃·德姆生於不丹哈阿宗哈阿的達楚寺（Takchu Goenpa）。1956年至1963年間，她成為最先接受現代教育的不丹人之一。之後，她獲得不丹政府的獎學金，前往印度求學深造。

## 政治生涯
1965年6月1日，達娃·德姆就任皇家秘書處私人秘書，展開官場生涯。1967年10月，她成為廷布宗政府冉將（Ramjam，為宗政府副官），任職至1971年7月。不丹外交部成立後，她轉任該部禮賓司司長。1973年至1985年間，她獲任命為皇家顧問委員會（後改組為國家委員會）委員。
達娃·德姆是不丹第一位女性冉將。1967年就任時，她並於首都廷布獲第三任不丹国王吉格梅·多吉·旺楚克授予達紹頭銜，是少數獲授此頭銜的女性之一。此外，她還是不丹第一位女性公務員、皇家顧問委員會第一位女性委員。

## 其他活動
達娃·德姆於1971年冉將任內在澳洲修讀了英語口語文憑課程，1973年在日本的一間公共行政學院修讀了全國性政府行政課程。
1981年，達娃·德姆協助建立了不丹頂級婦女組織不丹全國婦女協會。卸任皇家顧問委員會委員一職後，她於1985年2月23日當選為該會書記，任職至2009年退休。
達娃·德姆還參與了1985年第三次世界婦女大會和1995年第四次世界妇女大会。

## 逝世
達娃·德姆於2018年2月15日在辛布吉格梅·多吉·旺楚克國立轉診醫院逝世，享壽73歲。她的遺體於當月26日火化。不丹樞密院在新聞稿中表示：「不丹人民將珍視、銘記她為國家做出的無私奉獻與服務。」